# A legokosabb ember
A legokosabb ember egy 1956-ban bemutatott fekete-fehér, agitatív rövidfilm, melyben egy bányarakodás gépesítésével foglalkozó találmány mentén bemutatják, hogy modern gépek segítségével mennyivel könnyebbé és egyszerűbbé is válik a bányászok munkája. Készült a Bányász Filmszolgálat filmjeként, a B.M. Országos Rendőrkapitányság Politikai Osztálya Filmcsoportja rendezésében, a Bánya- és Energiaügyi Minisztérium támogatásával.

## Cselekmény
Bálint bácsi egyike a bánya legrégibb munkásainak, szavára sokat adnak, tekintélye van, mégis, amikor egy-egy fiatalokból álló csoport már sikerrel dolgozik a géppel (a Kóta-féle rakodógépről van szó), ő még mindig nem hajlandó megválni a régi szerszámtól, a lapáttól, mert úgymond: „annak való a gép, akinek nem bírja a karja.” Meg hát különben se tanítsa őt senki! A fiatalok egy mulatságon rigmus élére szúrják az öreg maradiságát. Ebből indul a bonyodalom.
A történet végére Bálint bácsi belátja a haladás szükségszerűségét és hasznosságát és átáll az új munkamódszerre, hogy mégiscsak ő maradhasson a legokosabb ember.

## Szereplők
- Bilicsi Tivadar - Szabó Bálint, "a legokosabb ember"
- Agárdy Gábor - Jani
- Bartha János - Szabó Bálint brigádjának a tagja
- Lelkes Dalma - Szabó Bálint lánya
- Pethes Ferenc - Anti bácsi, Szabó Bálint brigádjának a tagja
- Károlyi Béla - Túri
- Koletár Kálmán - Feri, Jani brigádjának a tagja
- Láng József - Jani brigádjának a tagja

## Vélemények
A Dunántúli Napló, 1956. szeptember 16-ai számában megjelent cikkből, Hajek János bányalakatos véleményét idézve: „Nem éreztem, hogy színészek bányászokat alakítanak, hanem valóban bányászokat láttam a filmen."